# Mosaic de forest i pastures de l'Altiplà de Jos
El mosaic de selva i praderia de l'altiplà de Jos és una ecoregió de l'ecozona afrotropical, definida per WWF, situada al centre-nord de Nigèria.

## Descripció
És una ecoregió de prada de muntanya que ocupa 13.300 quilòmetres quadrats a l'altiplà de Jos, al centre-nord de Nigèria.Limita al nord amb la sabana sudanesa occidental i al sud amb el mosaic de selva i sabana de Guinea.

## Climatologia
Les temperatures a l'altiplà de Jos són inferiors a les àrees circumdants, amb mínimes mensuals de 15,5 °C a 18,5 °C a màximes de 27,5 °C a 30,5 °C. A l'altiplà, la pluviositat és d'uns 2.000 mm al sud-oest més humit i disminueix fins als 1.500 mm al nord-est.

## Biodiversitat
L'ecoregió, encara que petita, conté un nombre relativament gran d'espècies endèmiques. Dos petits mamífers són estrictament endèmics de l'altiplà de Jos, la rata mole nigeriana (Cryptomys foxi) i la rata peluda de Fox (Dasymys foxi). Diversos altres mamífers es troben a Nigèria només a la Meseta Jos, inclosos el ratpenat de ferradura (Rhinolophus simulator), el ratpenat de corona alta (Miniopterus inflatus), el ratolí escalador d'orelles fosques (Dendromus melanotis) i la subespècie occidental d'Àfrica de l'antílop salta-roques (Oreotragus oreotragus porteousi, EN). Les dues espècies de ratpenats i el ratolí rampant d'orelles fosques també es troben a les terres altes del Camerun, cosa que suggereix que hi pot haver existit un enllaç faunístic i climàtic entre aquestes dues zones en el passat (Happold 1987).
i ha diverses espècies de mamífers i aus endèmiques, com ara el pinsà candela de roca (Lagonosticta sanguinodorsalis) i el seu explotador ecològic, la viuda de la meseta de Jos (Vidua maryae) que deixa els pollet a que siguin alimentats en els nius del pinsà.

## Estat de conservació
En perill crític. L'elevada població humana i la relativa fertilitat dels sòls ha resultat en la desforestació a gran escala de la regió. Només subsisteixen unes poques àrees de praderia, sabana arbrada i selva naturals, generalment en zones inaccessibles.